# كل آهقار
كَلْ آهَقَّار سلطنة قبائل الطوارق التي تسكن جبال آهقار في الجزائر، ومركزها تمنغست.  يعتقد أن السلطنة أسست من قبل الملكة تين هنان، مع التأسيس الرسمي المؤرخ حوالي عام 1750 م. السلطنة بادت إلى حد كبير منذ عام 1977 م، عندما أنهتها الحكومة الجزائرية. لغة السلطنة تاهقارت لهجة من لهجات تماهق.

## أهم قبائل السلطنة
- كل أغلا.
- تيطوق.
- كل أغري.
- تاغت ملت.[1]